# عمارة مستقبلية

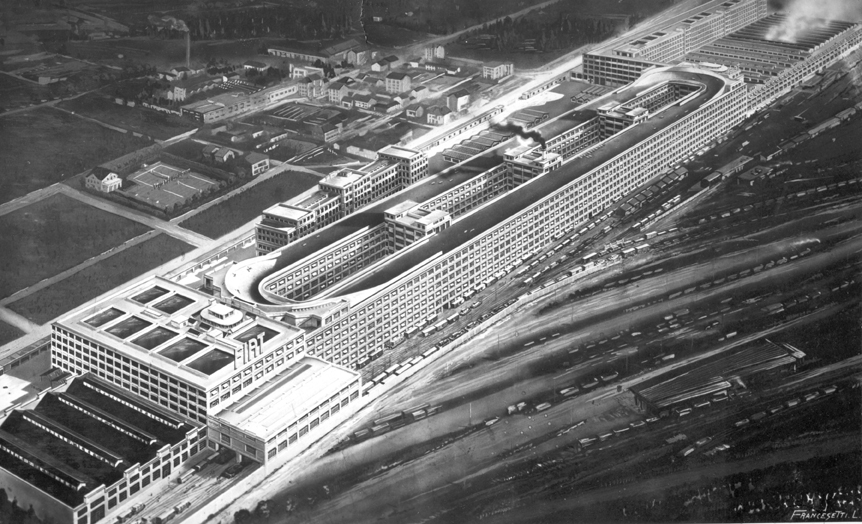
مبنى مصنع "فيات لينغوتو" في تورينو في العام 1928، مع مسار الاختبار الخاص به على السطح. اعترف به في العام 1934 كأول ابتكارٍ مستقبليٍّ في الهندسة المعمارية

العمارة المستقبلية (بالإنجليزية: Futurist architecture) (بالإيطالية: Architettura futurista) أحد أشكال العمارة في بداية القرن العشرين ظهرت في أوائل القرن العشرين في إيطاليا، وتتميز بخطوطٍ ديناميكيةٍ طويلةٍ، كانت «العمارة المستقبلية» جزءاً من «الحركة المستقبلية» (بالإنجليزية: Futurism)، والتي تتميز بالانفصال عن الماضي، وتشير إلى السرعة، والحركة، والإلحاح، والشعر الغنائي، والتي تأسست كحركةٍ فنيةٍ من قبل الشاعر فيليبو توماسو مارينيتي في العام 1909. لم تجتذبِ الحركة الشعراء والموسيقيين والفنانين (مثل «أومبرتو بوتشيوني»، و«جياكومو بالا»، و«فورتوناتو ديبيرو»، و«إنريكو برامبوليني»)، ولكنها -أيضاً- اجتذبت عدداً من مهندسي العمارة. كانت عبادة «عصر الآلة»، وحتى تمجيد الحرب والعنف من بين موضوعات المستقبليين (قُتل العديد من المستقبليين البارزين بعد تطوعهم للقتال في الحرب العالمية الأولى). تضمنتِ المجموعة الأخيرة المهندس المعمار أنطونيو سانت إيليا، والذي على الرغم من مبانيه المنجزة القليلة قام بترجمة رؤية الحركة المستقبلية في التصميم الحضري.
ابتدأتِ المستقبلية بالدخول على العمارة منذ قيام أنطونيو سانت إيليا بتصميم مشاريعه المستقبلية الكثيرة، والتي لم تُنفذ بسبب كلفتها العالية وعدم توفر المواد التقانية. وسانت إيليا معمار صمم الكثير من المشاريع التي تمتاز بالديناميكية، والتي وظفها في العمارة. وكانت ترجمة الحركة في الفن تجري باستخدام الخطوط المائلة وكذلك في العمارة، فهي تشبه العمارة التفكيكية.

## تاريخ الحركة المستقبلية الإيطالية
في العام 1912 وبعد ثلاث سنواتٍ من بيان «مارينيتي» المستقبلي شارك «أنطونيو سانت إيليا» Sant'Elia، و«ماريو شياتوني» في معرض «اتجاهات جديدة» (بالإيطالية: Nuove Tendenze) (بالإنجليزية: New Trends) في ميلانو. في العام 1914 قدمتِ المجموعة معرضها الأول مع «رسالةٍ» لـ«سانت إيليا»، والتي أصبحت لاحقاً بمساهمةٍ من «فيليبو توماسو مارينيتي» Marinetti بيان ديل أرتشيتيتورا فيوتوريستا («بيان العمارة المستقبلية»). عمل «بوتشيوني» Boccioni بشكلٍ غير رسميٍّ على بيانٍ مماثلٍ، لكن مارينيتي فضل ورقة «سانت إيليا».
تأثر سانت إيليا بحركة السيارات والطائرات والأبراج العالية. ووظف الشموخ والحركة الديناميكية في العمارة حيث تعامل مع الأسطح المائلة، وتتميز كتله باختراقها بعضها بعضاً، هذا بالنسبة إلى المباني، أما بالنسبة إلى المدينة فاعتبرها الورش حيث تصنع السفن، والبيوت هي الآلات والمكائن. وهاته بعض أعمال أنطونيو سانت إيليا التي لم تنفذ:

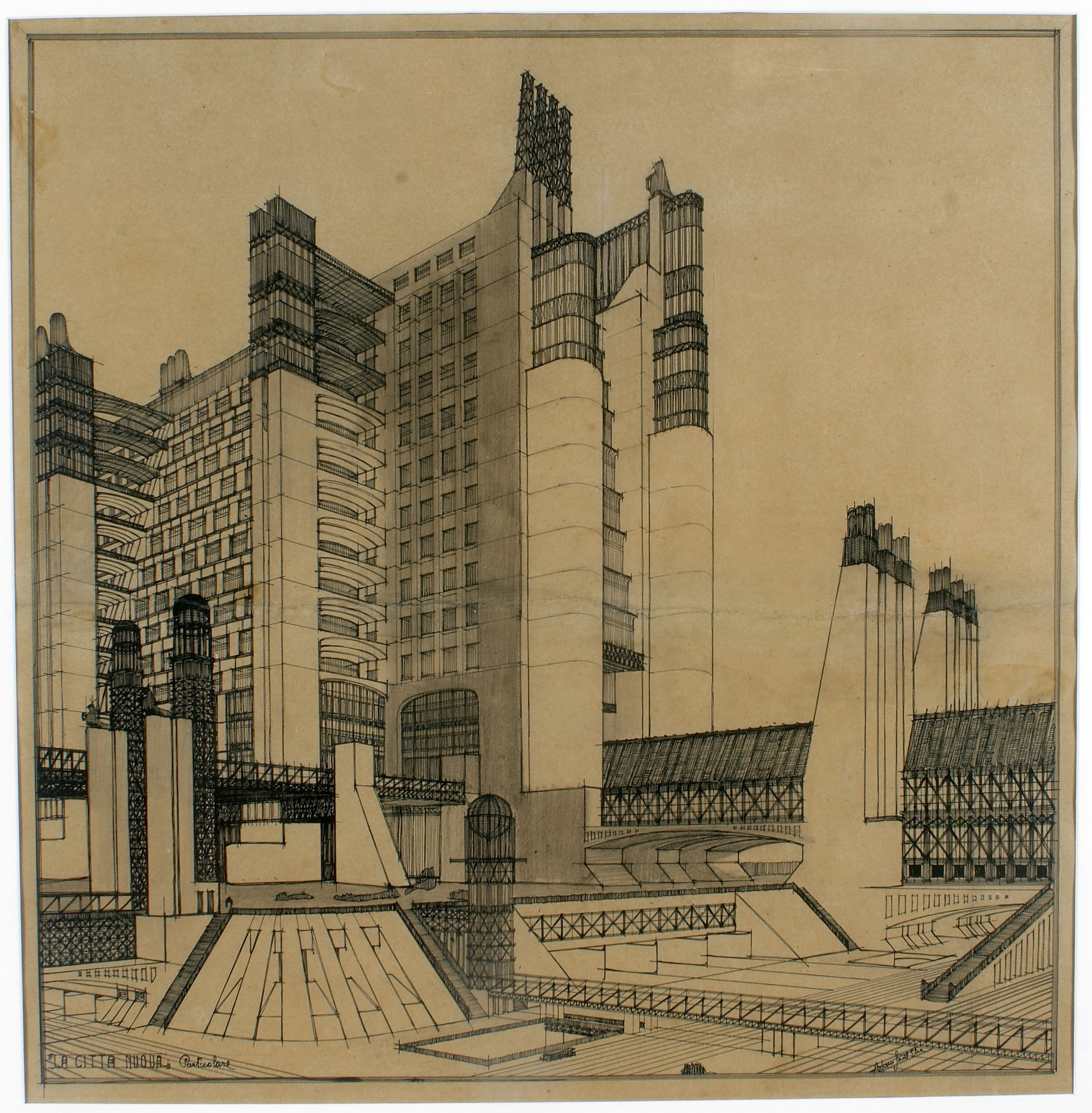
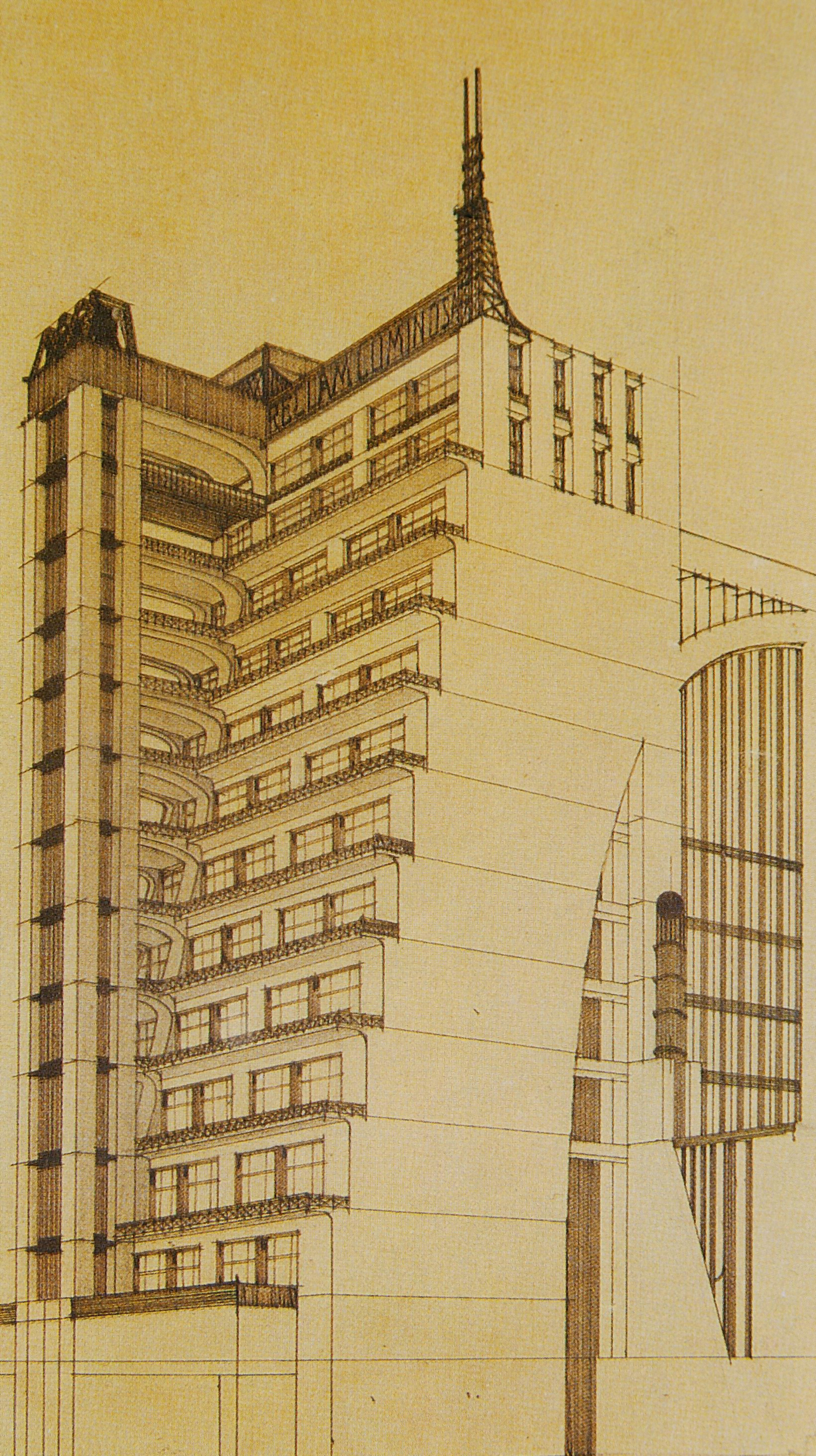
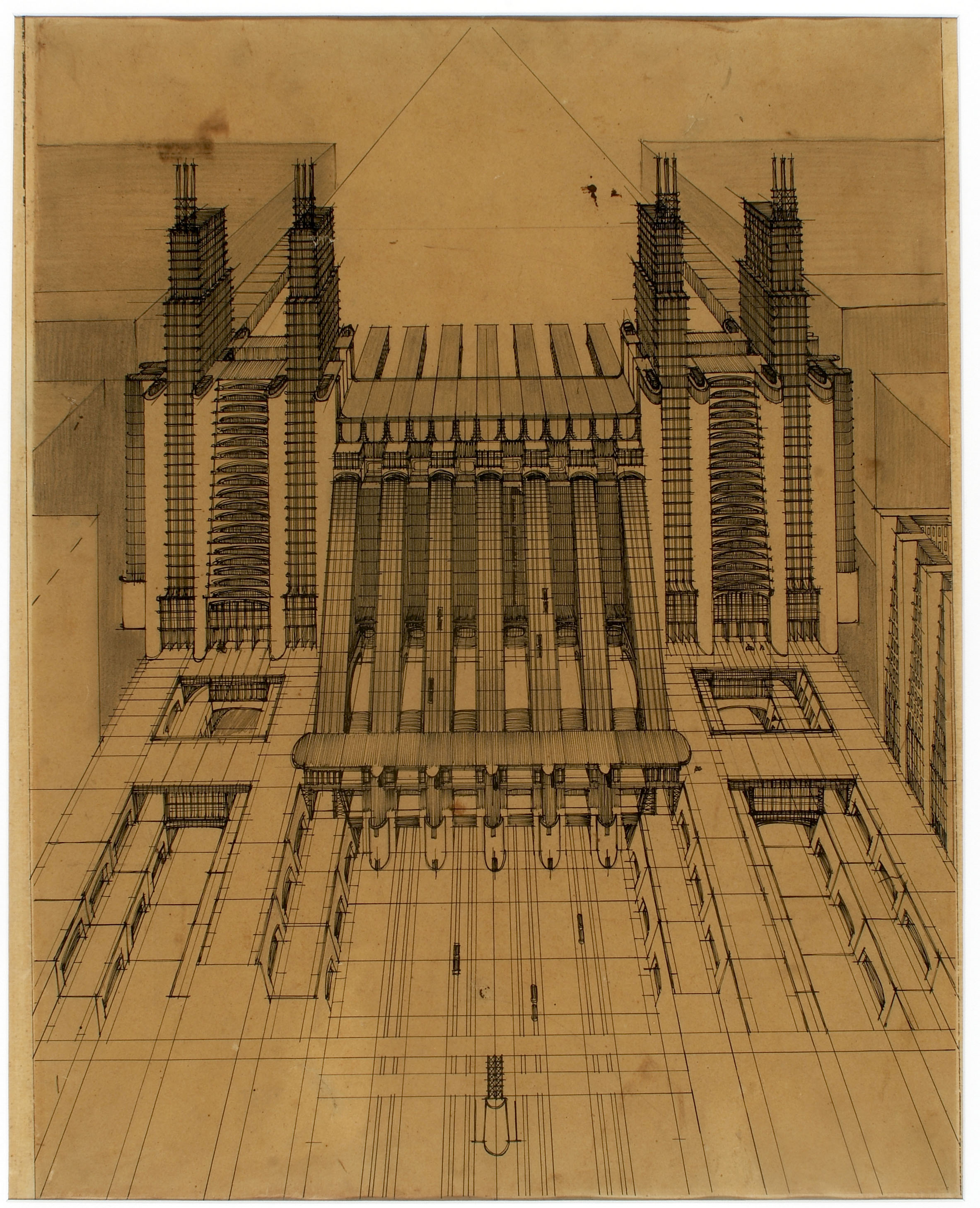

في وقتٍ لاحقٍ من العام 1920 كتب «فيرجيليو مارشي» بياناً آخرَ هو «مانيفستو ديل أرشيتيتورا فوتوريستا ديناميكا» («بيان العمارة المستقبلية الدرامية الغريزية الديناميكية»). عمل كذلك «أوتورينو ألويزيو» في الأسلوب الذي وضعه مارشي، ومن الأمثلة على ذلك كتابه Casa del Fascio في «أستي».
بيان مستقبلي آخر يتعلق بالهندسة المعمارية هو «مانيفستو ديل آرت ساكرا فيوتوريستا» («بيان الفن المستقبلي المقدس») بقلم «فيليا (لويجي كولومبو)» و«فيليبو توماسو مارينيتي» نُشر في العام 1931. في 27 يناير/كانون الأول من العام 1934 كان دور «بيان العمارة الجوية» لـ«مارينيتي»، و«أنجيولو ماتسوني» و«مينو سومينزي». لم يكن «ماتسوني» قد التزم علناً بالمستقبلية سوى منذ العام السابق فقط. في هذا البحث جرى تعريف مصنع شركة فيات «لينغوتو» Lingotto من تصميم جياكومو ماتي-تروكو Giacomo Matté-Trucco على أنه أول ابتكارٍ مستقبليٍّ بنّاءٍ. عمل «ماتسوني» نفسه في تلك السنوات في مبنىً يُعتبر اليوم تحفةً من الهندسة المعمارية المستقبلية، وهو محطة التدفئة ومقصورة التحكم الرئيسية في محطة سكة حديد «سانتا ماريا نوفيلا» في فلورنسا.

## الفنانون والمهندسون المعماريون الإيطاليون من الحركة المستقبلية
- جياكومو بالا
- أنطونيو سانت إيليا
- أومبرتو بوتشيوني
- جوزيبي تراجني
- ماريو ريدولفي
- يوريكو برامبوليني

## «فن ديكو»
كان يُنظر إلى أسلوب فن العمارة على طراز «فن ديكو» في أشكاله المبسطة على أنه أسلوب مستقبلي عندما كان على الطراز في عشرينات القرن الماضي وثلاثيناته. كان الاسم الأصلي لكل من «فن ديكو» المبكر و«فن ديكو» المتأخر هو «الفن الحديث» Art Moderne، ولم يجرِ استخدام اسم «فن ديكو» "Art Deco" حتى العام 1968 عندما ابتُكِر المصطلح في كتاب «بيفيس هيلير». يُعتبر مبنى شركة «كرايسلر» مثالاً بارزاً على فن العمارة المستقبلي من طراز «فن ديكو».

## المستقبلية بعد الحرب العالمية الثانية

### هندسة غوغي Googie

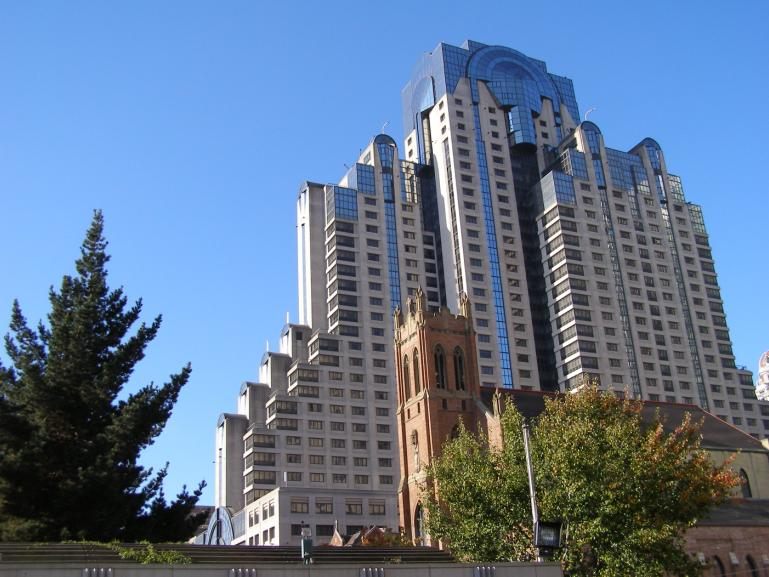
مبنى "سان فرانسيسكو ماريوت ماركيز" في سان فرانسيسكو - كاليفورنيا مثال بارز على مستقبلية ما بعد الحداثة. يعلوه برج زجاجي على شكل صندوق الموسيقى. تصميم المهندس المعمار أنتوني جي. لومسدن من العام 1989.

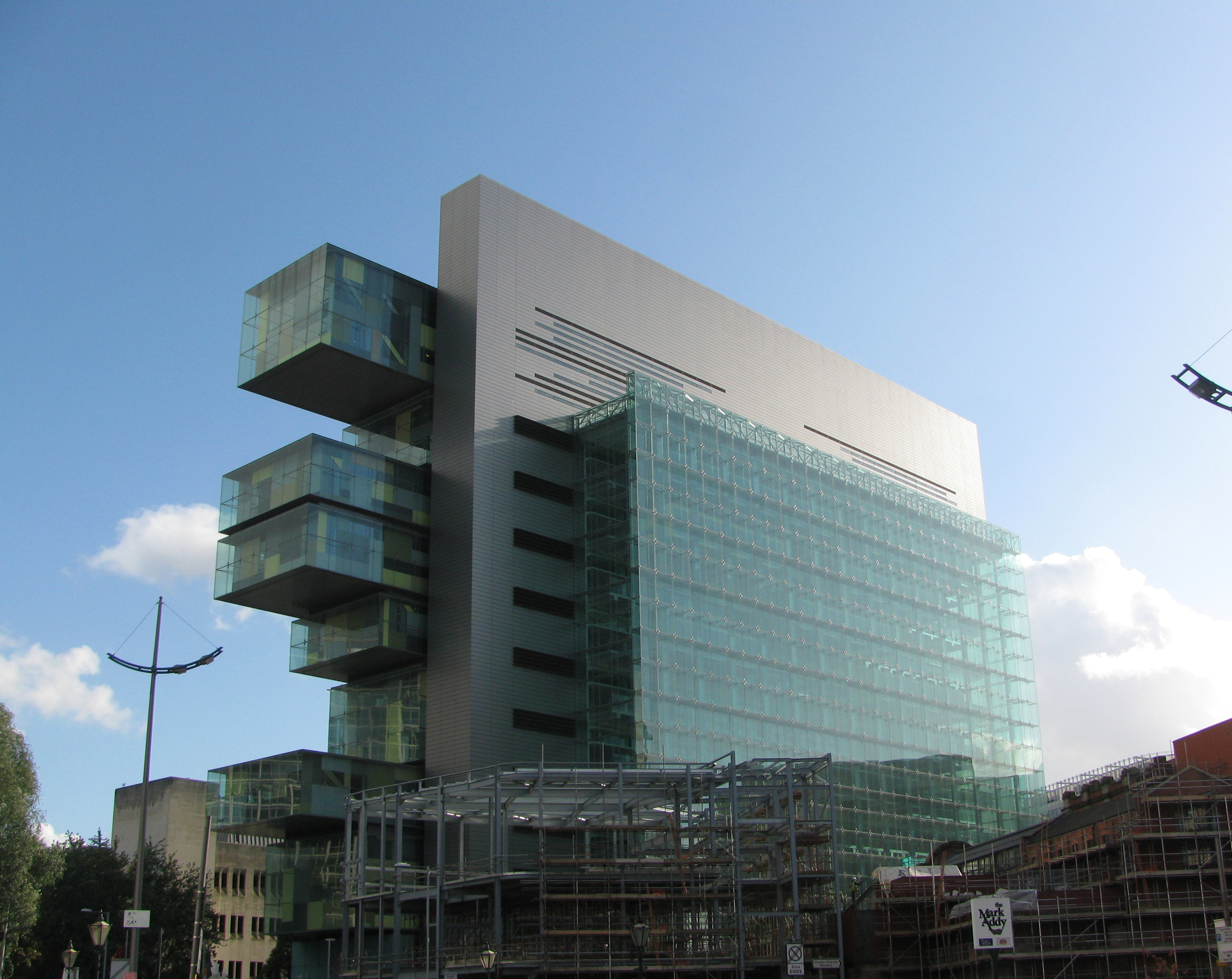
قصر العدل المدني في مانشستر من العام 2008. من تصميم «دنتون كوركر مارشال»، والمميز بسبب عناصره الظفرية (الكابولية) البارزة، وخطوطه المستقيمة.

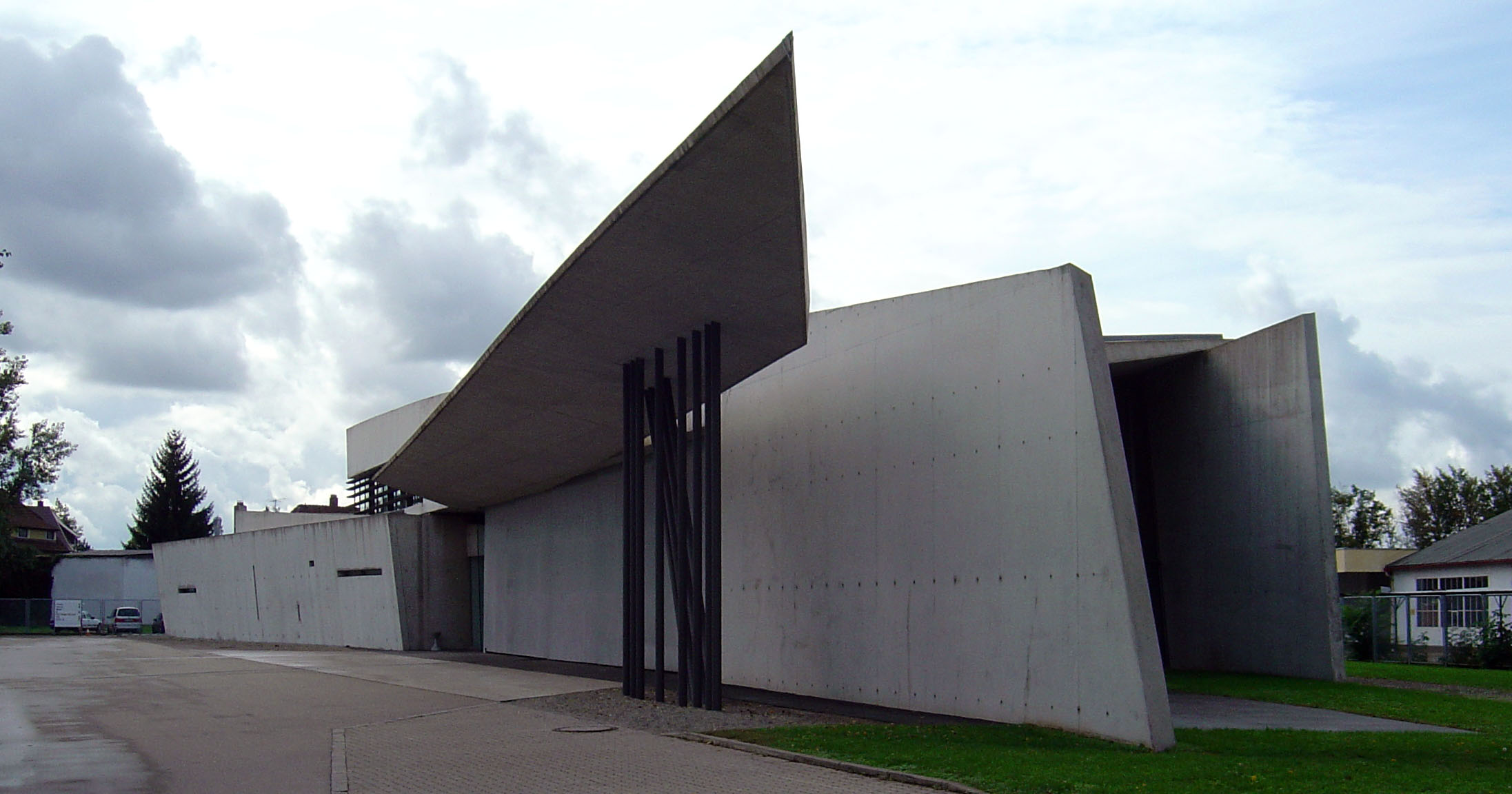
تُعتبر محطة الإطفاء "فيترا فايل آم راين" في ألمانيا إحدى أوائل أعمال المعمارية العراقية الأصل «زُها حديد» (1950-2016)، وساهمت كثيراً في تحقيق شهرتها العالمية. قُوبلت بانتقاداتٍ شديدةٍ ووُصفت بالقبح فقد كانت لا تحوي نافذةً واحدةً. يُبدي التصميم أسلوبَها في استخدام الإنشاءات المضلعة، والمثلثة الشكل، والشق خلال الفراغ، وإيجاد الإحساس بالحركة طيلة الوقت. وُصف المبنى في الوسط المعماري كتعبيرٍ عن إنشاءٍ كاملٍ يُشبه مطافئَ جاهزةً لعلها ستنفجر في أي لحظةٍ. بُنيت المحطة بين العامين 1991 و1993)، وكانت «زُها حديد» تعتز به لكونه أول مبنىً لها.

بعد الحرب العالمية الثانية ضعفتِ الحركة المستقبلية Futurism إلى حدٍّ كبيرٍ، وجرت إعادة تعريفٍ لها بفضل الحماس اتّجاه «عصر الفضاء»، و«العصر الذري»، وثقافة «السيارة»، والاستخدام الواسع للبلاستيك. على سبيل المثال عثر على هذا الاتجاه في الهندسة المعمارية لشركة «غوغي» Googies في الخمسينات من القرن الماضي في كاليفورنيا. والمستقبلية في هذه الحالة ليست أسلوباً، بل أسلوباً معمارياً حراً وغير مقيدٍ، ولهذا السبب جرت إعادة تفسيره وتحويله من طرف أجيالٍ من المهندسين المعماريين في العقود التالية، ولكنه بشكلٍ عامٍّ يتضمن أشكالاً مذهلةً بخطوطٍ ديناميكيةٍ وتناقضاتٍ حادةٍ، واستخدام موادَّ متطورةٍ تقانياً (تكنولوجياً).

### الحركة المستقبلية الجديدة
منذ أواخر الستينات وأوائل السبعينات من القرن الماضي ومع الريادة من قِبَلِ المهندسيْنِ المعماريين الفنلنديين «إيرو سارينن»، و«ألفار آلتو»، والمهندس المعمار الأمريكي «أدريان ويلسون»، و«تشارلز لوكمان»، والمهندسيْن المعمارييْن الدنماركييْن «هينينج لارسن»، و«يورن أوتزون» Jørn Utzon جرت تسمية الحركة المعمارية لاحقاً باسم «المستقبلية الجديدة» (بالإنجليزية: Neo-Futurism) من قبل المهندس الفرنسي «دينيس لامينغ» Denis Laming الذي قام بتصميم جميع المباني في «فوتورسكوب»، والذي يعتبر «كينماكس» Kinemax المبنى الرئيسي فيه. في أوائل القرن الحادي والعشرين أعاد مصمم الابتكار «فيتو دي باري» Vito Di Bari إطلاق «المستقبلية الجديدة» Neo-Futurism برؤيته «التلاقح المتبادل للفن والتقانة (التكنولوجيا) المتطورة من أجل عالمٍ أفضلَ» المطبقة على مشروع مدينة ميلانو في وقت المعرض العالمي في العام 2015. غالباً ما يستخدم مصطلح «المستقبلي» -في الأدبيات الشعبية- بدون الكثير من الدقة لوصف الهندسة المعمارية التي من شأنها أن يكون لها مظهر «عصر الفضاء» كما هو موضح في أعمال الخيال العلمي، أو كما هو مرسوم في قصص الخيال العلمي الهزلية، أو الكتب المصورة. اليوم يتم الخلط بينه وبين هندسة «البلوب» blob، أو هندسة التقانة (التكنولوجيا) الفائقة. يجب التمييز بين الاستخدام الروتيني لمصطلح المستقبلية -على الرغم من تأثره برؤية أنطونيو سانت إيليا للعمارة المستقبلية- عن القيم والآثار السياسية للحركة المستقبلية للأعوام ما بين 1910-1920. يمكن تسمية العمارة المستقبلية التي جرى ابتكارها منذ العام 1960 بـ«المستقبلية الجديدة»، كما يُشار إليها أيضاً تحت اسم «ما بعد المستقبلية الحديثة» (بالإنجليزية: Post Modern Futurism)، أو العمارة المستقبلية الجديدة. ومن أهم روادها:
- تاداو أندو
- أرشيغرام
- لويس أرميت
- ويلتون بيكيت
- سانتياغو كالاترافا
- لو كوربوزييه
- آرثر إريكسون
- أنظمة المستقبل
- مايكل جريفز
- زُها حديد
- دينيس لامينج
- جون لوتنر
- أنتوني جيه لومسدن
- فيرجيليو مارشي
- واين مكاليستر
- أوسكار نيماير
- سيزار بيلي
- وليام بيريرا
- باتريسيو بوشولو
- إيرو سارينين

## معرض الصور

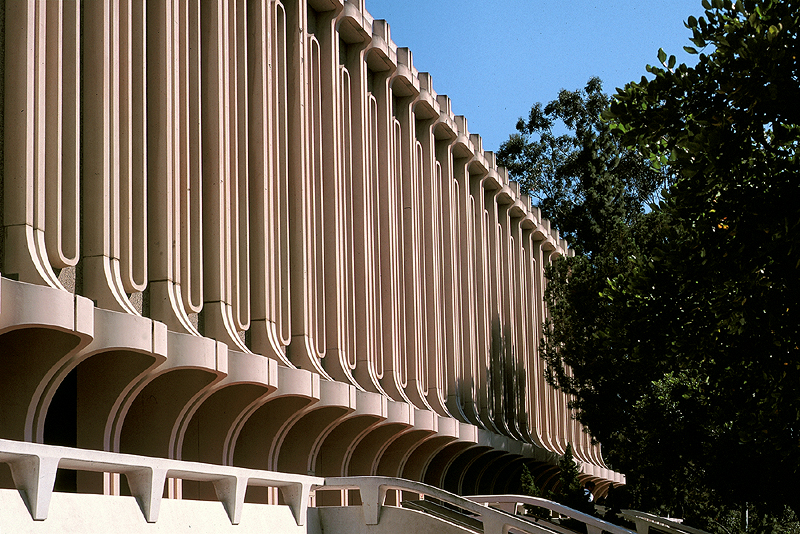
مكتبة لانغسون، جامعة كاليفورنيا في "إيرفين"، من تصميم (ويليام بيريرا في العام 1965.
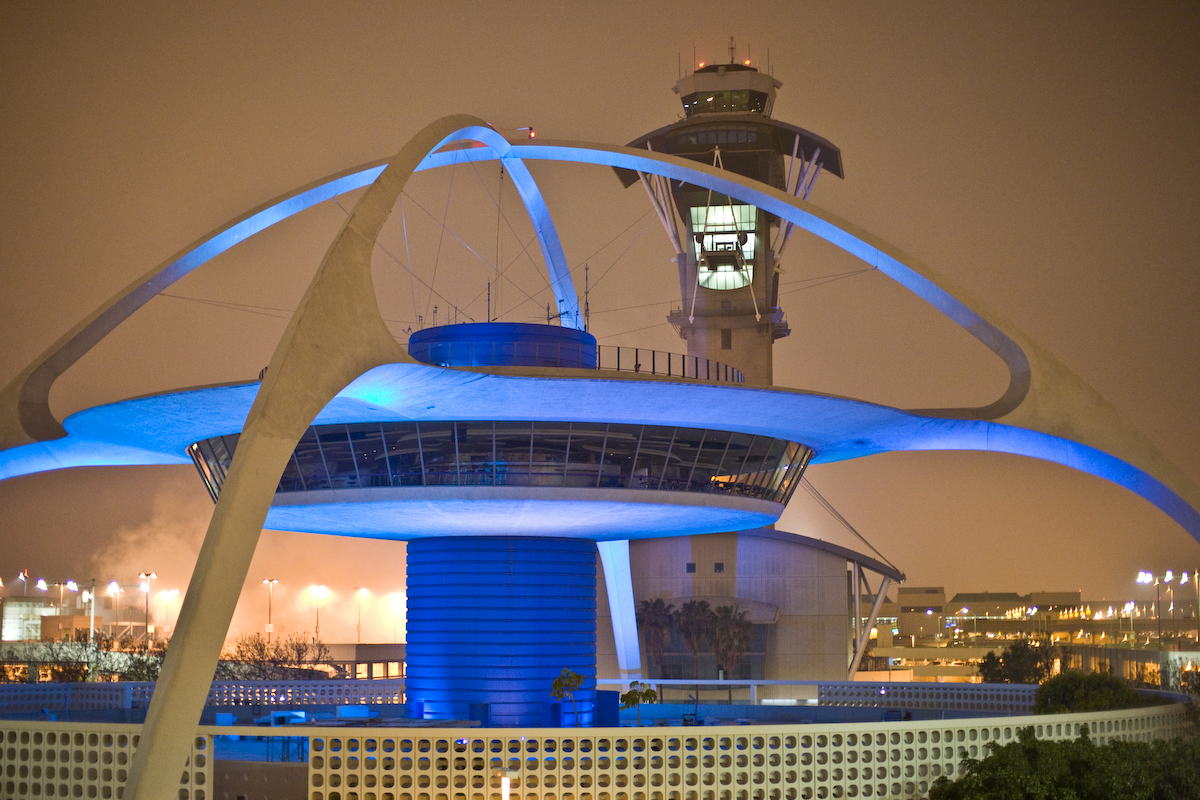
مبنى الموضوع، مطار لوس أنجلوس الدولي من تصمبم ويليام بيريرا، وتشارلز لوكمان، وبول ويليامز في العام 1961.
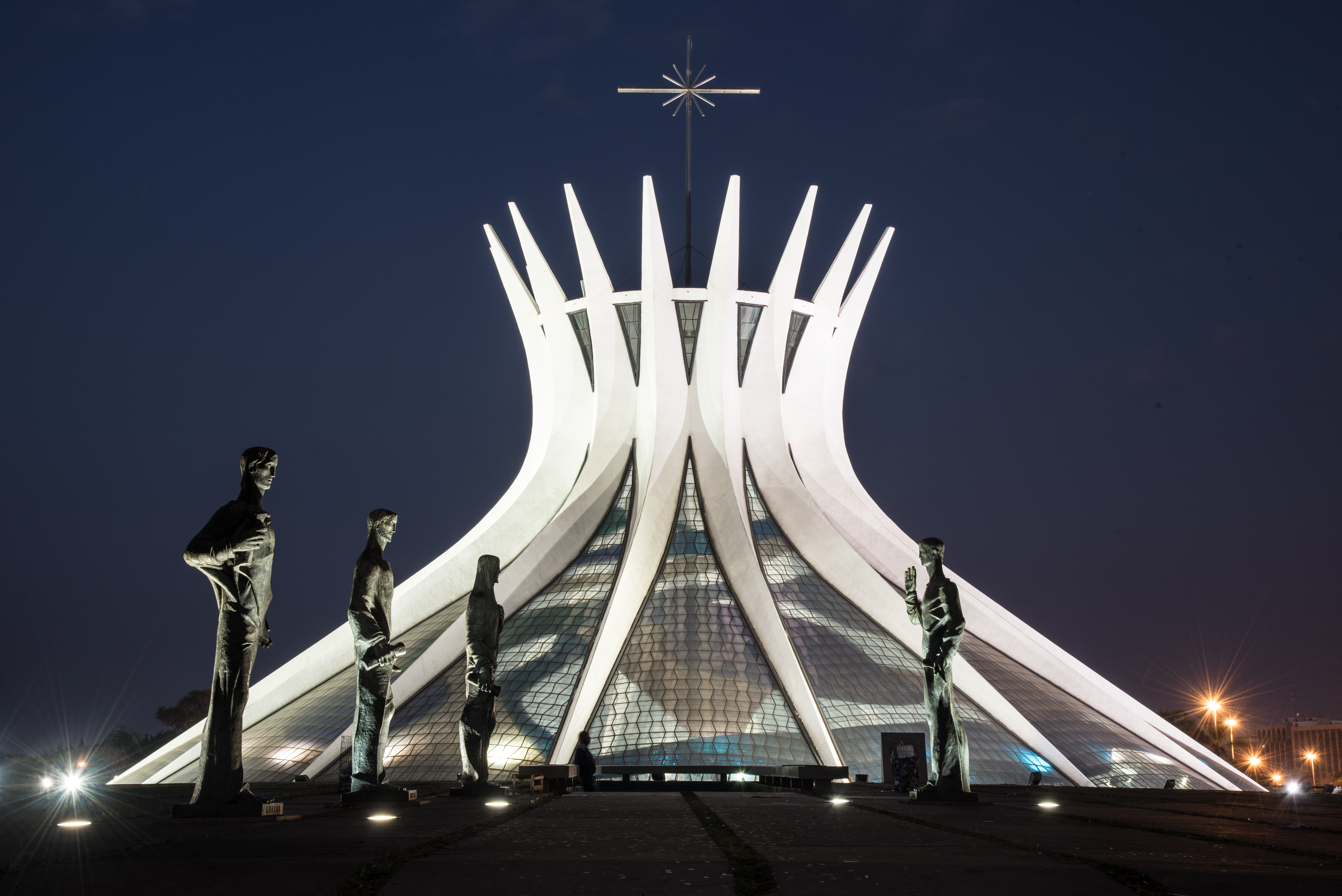
كاتدرائية برازيليا من تصمبم أوسكار نيماير في العام 1960.
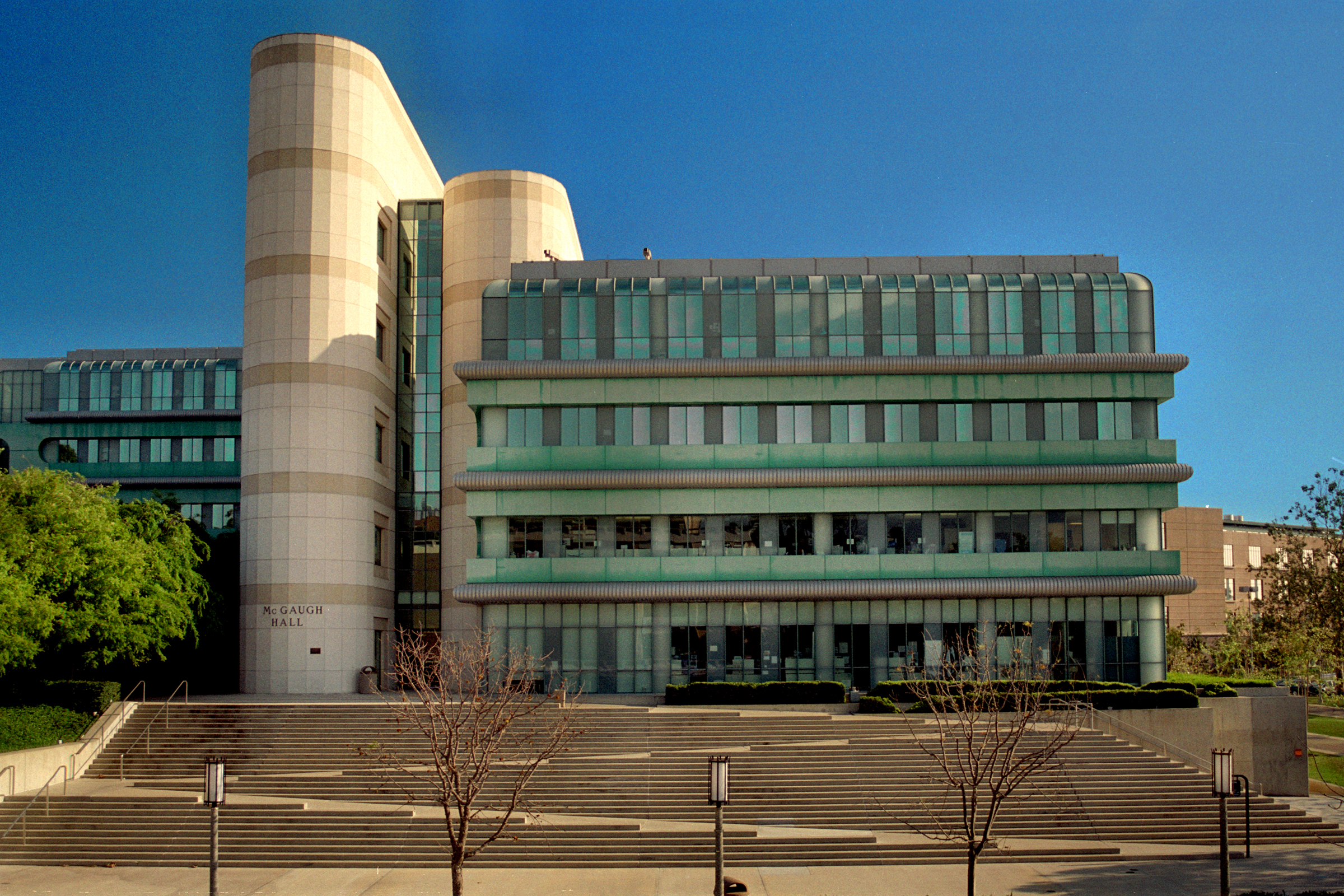
"قاعة ماكغاوغ" McGaugh Hall، جامعة كاليفورنيا في إيرفين من تصمبم آرثر إريكسون في العام 1991.
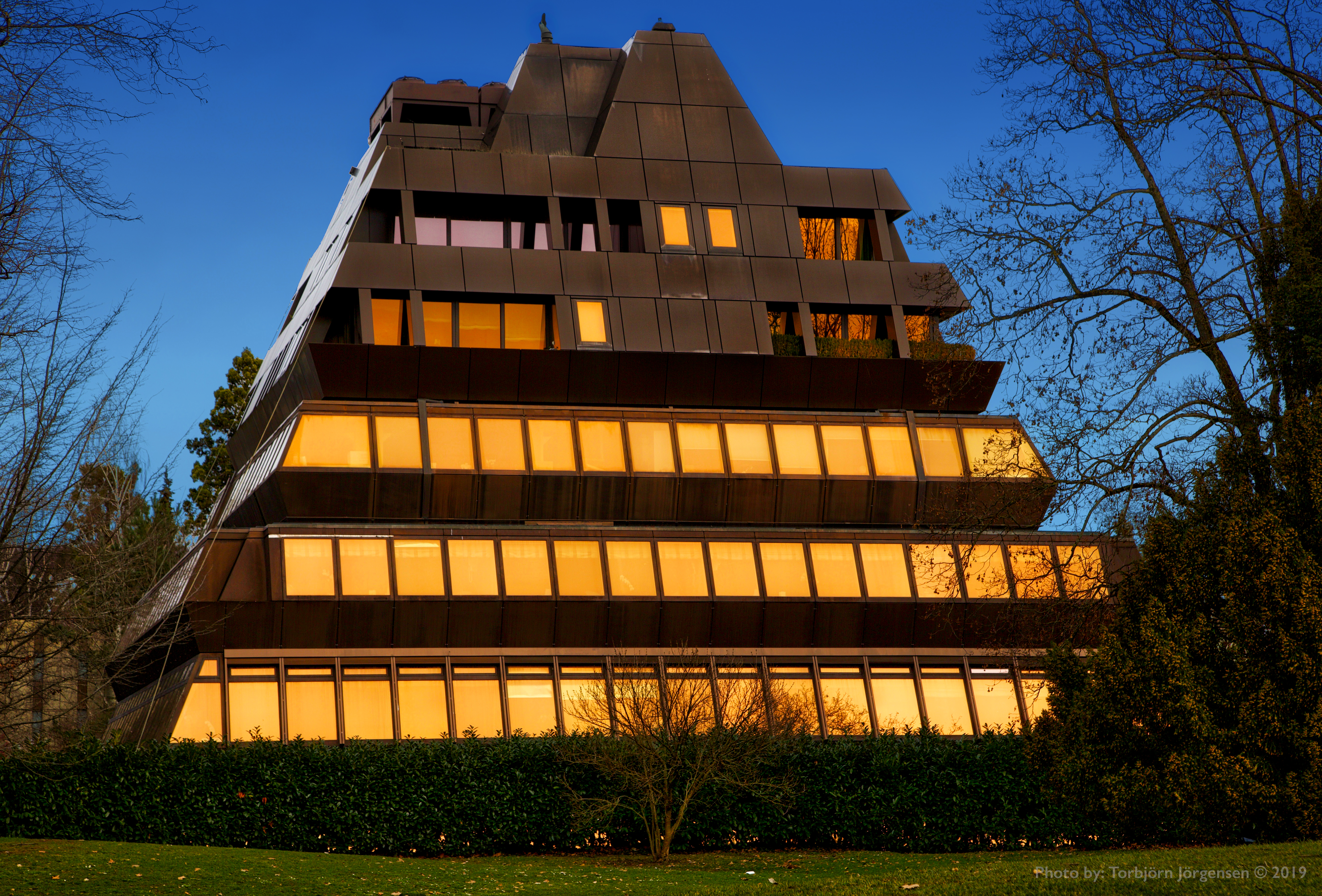
"فيروهاوس" في زيورخ من تصميم "جوستوس داهيندن" من العام 1970.
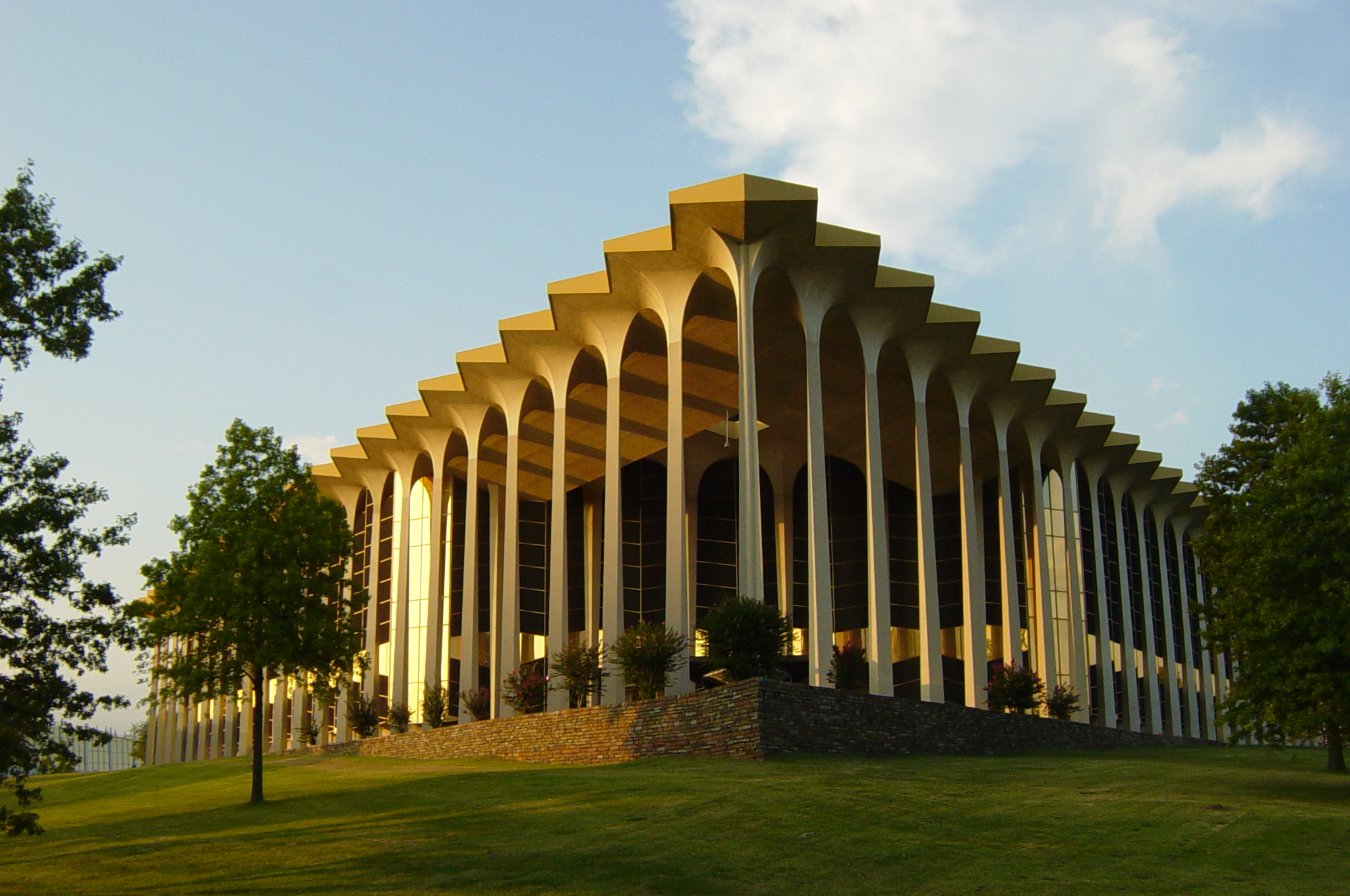
"مركز الدراسات العليا" (مبنى الفصل الدراسي)، جامعة أورال روبرتس من تصميم "فرانك والاس" 1963.
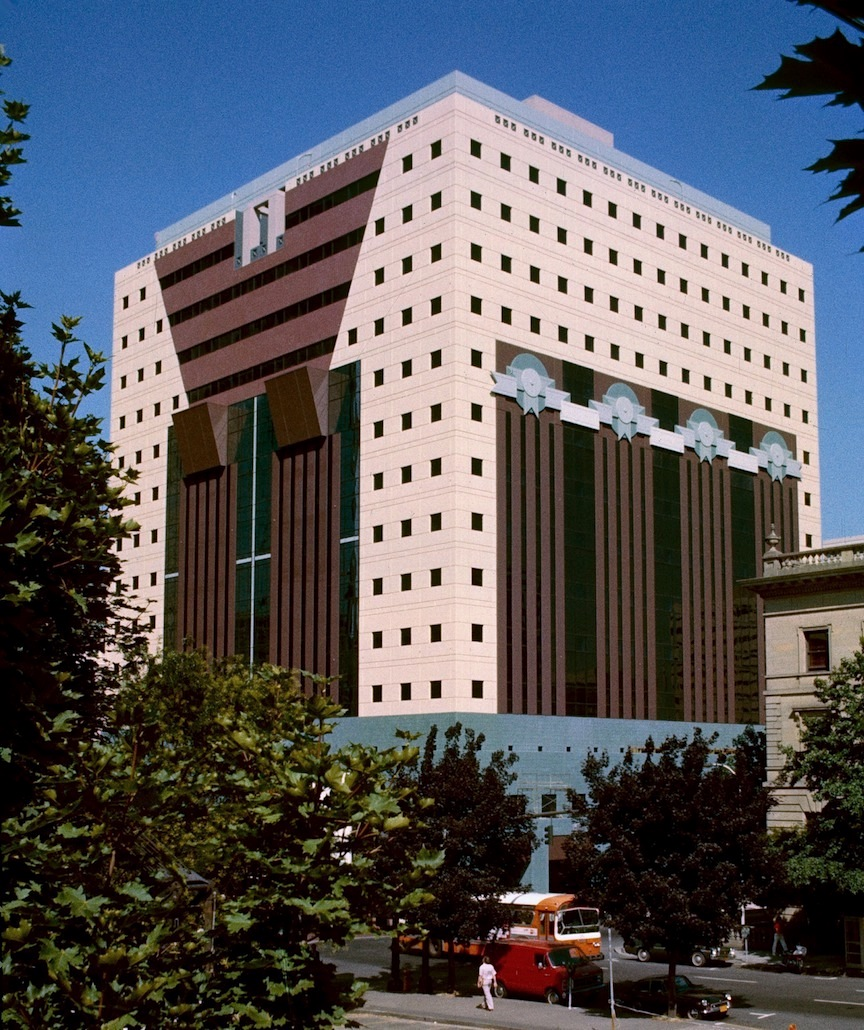
"مبنى بورتلاند" في بورتلاند، ولاية أوريغون من تصميم مايكل جريفز في العام 1982.
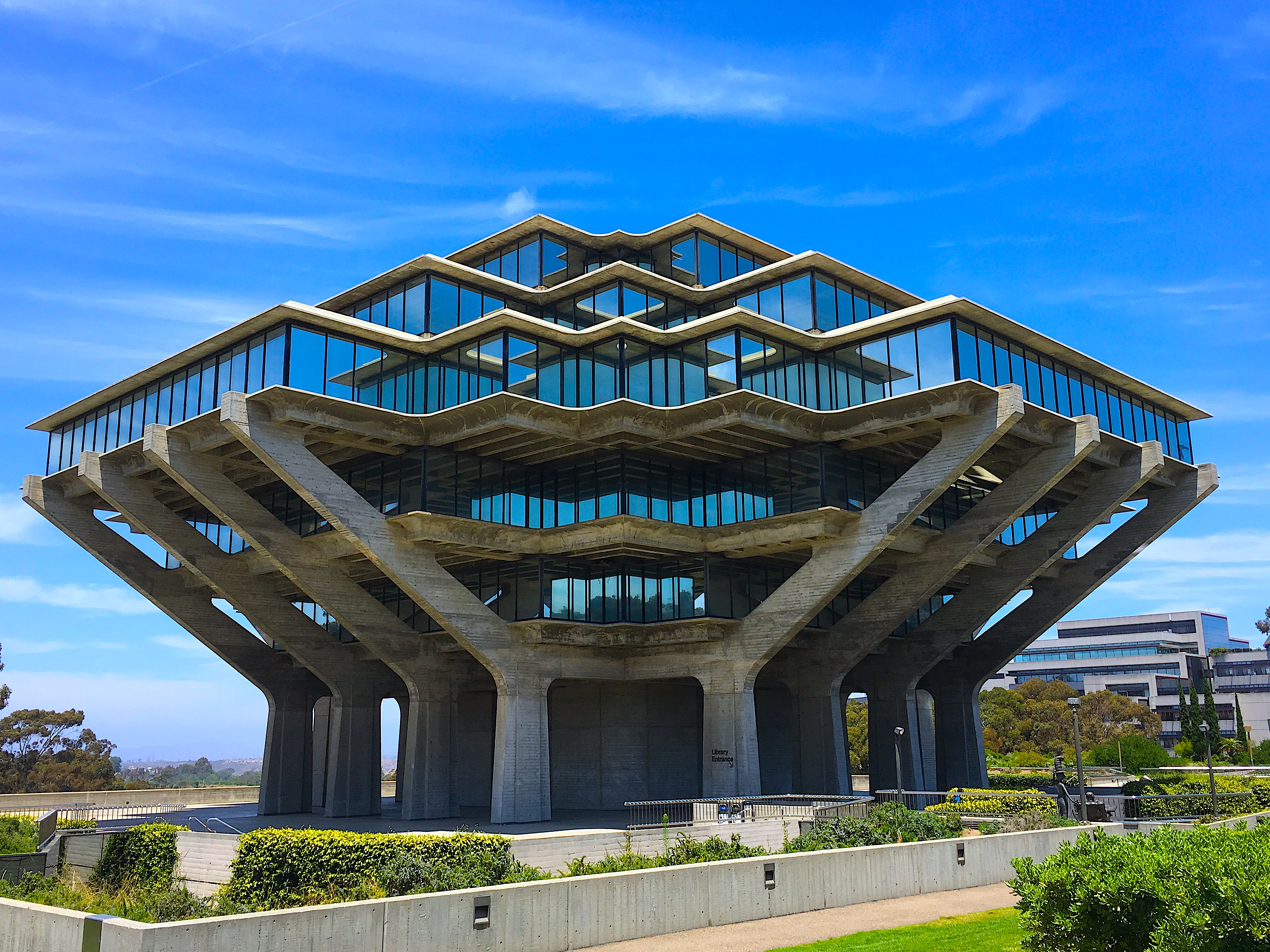
مكتبة جيزل في جامعة كاليفورنيا في سان دييغو من تصميم ويليام بيريرا من العام 1970.
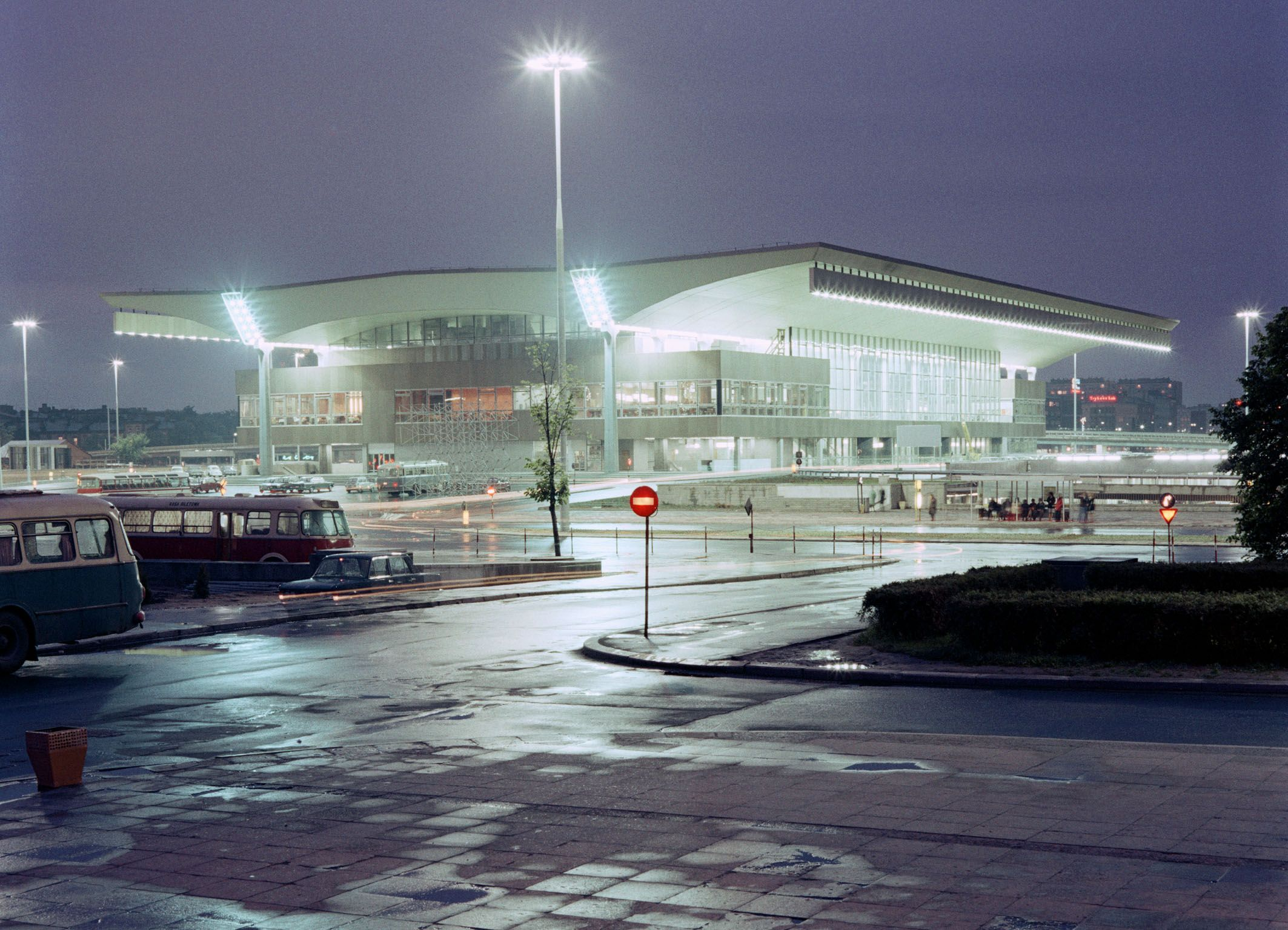
محطة سكة حديد وارسو المركزية في وارسو، بولندا من تصميم "أرسنيوز رومانوفيتش" Romanowicz من العام 1975.